# YouTube Premium
YouTube Premium (voorheen YouTube Red) is een betaalde dienst van YouTube waarbij de gehele website reclamevrij wordt, daarnaast kunnen video's offline opgeslagen worden en is het mogelijk content op de achtergrond door te laten spelen op mobiele apparaten. YouTube Music Premium is inbegrepen in YouTube Premium.

## Geschiedenis
YouTube Red werd oorspronkelijk gelanceerd onder de naam Music Key op 12 november 2014 vanaf 28 oktober 2015 is de naam gewijzigd naar YouTube Red.
YouTube heeft al eerder geëxperimenteerd met betaalde content door onder andere het verhuren van films in 2010 en een proef met premium kanalen. 
Tijdens de testfase van Music Key waren de meningen verdeeld door het beperkte aanbod. Een van de dochters van YouTube topman Robert Kyncl merkte op dat muziekvideo's van de film Frozen niet voorkwamen in Music Key omdat dit volgens de dienst geen muziek was. Deze en andere problemen hebben geleid tot het concept YouTube Red waarbij een breder aanbod aan content beschikbaar is en de gehele website reclamevrij gemaakt wordt.
Op 19 juni 2018 is de naam veranderd van YouTube Red naar YouTube Premium en sindsdien ook in delen van de EU beschikbaar (onder andere in Nederland).
Eind 2020 is Google Play Music opgegaan in YouTube Music.

## Dienstverlening
Leden van YouTube Premium betalen maandelijks een bedrag en kunnen daarvoor gebruik maken van premium faciliteiten van YouTube zowel op de website als de app. Er wordt geen reclame meer getoond, het offline beschikbaar maken van video's op smartphones en tablets wordt mogelijk en er is toegang tot exclusieve content. Verder kan de gebruiker de app op smartphone of tablet op de achtergrond zetten en de muziek door laten lopen, normaal gesproken stopt de app met het afspelen van content zoals muziek of een podcast. Daarnaast hebben leden toegang tot YouTube Music Premium. YouTube Premium is maar iets duurder dan alleen YouTube Music Premium.